# Корнелий Иванович Удалов
Корнелий Иванович Удалов — литературный персонаж, один из главных героев серии рассказов Кира Булычёва «Великий Гусляр». Впервые появился в самом первом рассказе цикла «Связи личного характера». Имя было заимствовано из адресной книги города Вологды за 1913 год. Руководитель стройконторы и в последних рассказах пенсионер. В рассказе «Возвышение Удалова» его даже принимают за инопланетянина. Близко дружит с профессором Минцем и изобретателем Грубиным.
Корнелий Удалов является своего рода любимым персонажем Булычёва. Это толстоватый середнячок. Весьма смелый: ему ничего не стоит выпить неизвестное зелье, залезть в летающую тарелку, в образовавшуюся в земле трещину, поселить у себя инопланетянина, попутешествовать по альтернативным мирам с провидцем, проникнуть в перпендикулярный мир, чтобы выполнить важное задание. Является главным действующим лицом в самостоятельной повести «Нужна свободная планета», где оказывает посильную помощь сразу пяти цивилизациям, страдающим соответственно от перенаселения, войны, последствий ядерной войны, экологической всепланетной катастрофы и визита известной актрисы. Он простоват и слегка бюрократичен. Образ перекочевал в сценарий Булычёва «Слёзы капали» (Павел Иванович Васин), где его блестяще сыграл Евгений Леонов.

## Исполнители роли
- Михаил Кононов — «Золотые рыбки» (1983)
- Виктор Павлов — «Шанс» (1984)
- В.Кураскуа — «Районные соревнования по домино» (1989)